# ジョルダン曲線定理

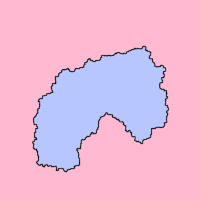
ジョルダン曲線定理のイメージ。黒で描かれたジョルダン曲線は、平面を内側(青)と外側(桃)に分割する。

位相幾何学において、ジョルダン曲線定理（ジョルダンきょくせんていり、Jordan curve theorem）あるいはジョルダンの閉曲線定理（へいきょくせんていり）とは、平面に置かれた自己交差を持たないどんな閉曲線（輪っか）も平面を「内側」と「外側」に分けるということを述べた定理。

## 定理
数学的に正確に述べると以下のような内容である。

c を平面 R2 上の単純閉曲線（ジョルダン曲線）とする。このとき、c の像の補集合は二つの互いに素な空でない連結成分から成り、一方の成分は内部と呼ばれる有界領域であり、他方の成分は外部と呼ばれる非有界領域となる。また、c は両成分の境界を成す。

## 歴史
ジョルダン曲線定理の内容は直観的には明らかなことのように思われるが、実際に証明をするのは非常に困難なものであった。ベルナルド・ボルツァーノにより証明の先鞭が付けられてから、定理名の由来ともなるカミーユ・ジョルダンを含む数人の数学者の手を経て、最終的に完全な証明はオズワルド・ヴェブレンの手によって1905年に与えられた。2005年には証明検証システムMizarによる厳密な検証が行われている。

### 証明
https://yamyamtopo.wordpress.com/2021/07/26/jordan-の閉曲線定理の証明/ を参照

## 拡張
ジョルダン曲線定理は高次元への拡張版が存在する。

X を n 次元球面 Sn から n + 1 次元ユークリッド空間 Rn + 1 への単射連続写像とする。このとき、X の像の補集合は二つの互いに素な連結成分からなり、二つの連結成分の一方は有界（内部）で他方は非有界（外部）で、X は両成分の共通の境界である。

ジョルダン曲線定理にはジョルダン＝シェーンフリースの定理 (Jordan-Schönflies theorem) と呼ばれる一般化も存在する。これは、平面上のいかなるジョルダン曲線も平面上の同相写像に拡張可能であるというものである。これはジョルダン曲線定理よりも非常に強い内容である。この定理の高次元版は偽であり、よく知られた反例としてアレクサンダーの角付き球面がある。角付き球面の補集合の非有界成分は単連結ではなく、そのため角球面の写像を R3 の全体にまで拡張することはできない。